# Вулиця Архітектора Нільсена
Ву́лиця Архіте́ктора Ні́льсена — вулиця в історичній частині Маріуполя.

## Назви, розташування
Мала назву вул. Костянтинівська за часів Російської імперії. Розташована в сучасному Центральному районі і має південно-північний напрямок.

## Установи і пам'ятні споруди
- Починається біля Міського саду. Сад перепланував Псалті Георгій Григорович (1864—1940), депутат Маріупольської думи, садівник і біолог, засновник розплідника дерев у місцевості Самарина балка та санаторію для дітей.
- Стадіон «Локомотив», вул. Костянтинівська, 2. Радянський провінційний стадіон «Локомотив» вибудували на місті земляного велотреку.
- Колишній будинок архітектора Нільсена (доба сецесії). Стан напіваварійний.
- Індустріальний коледж, комплекс споруд.
- Шаховий клуб, Маріуполь.
- Водонагнітна вежа (арх. В. О. Нільсен)
- Церква Покрова Богородиці (будівля коштом заводу «Азовмаш»).
- Перша в місті п'ятиповерхівка 1934 р. побудови на місті кургану середини 2 тисячоліття до н. е. Вулиця Костянтинівська, 39.

Місцевість із курганом була довгий час за офіційним кордоном міста. Тому восени у жовтні використовувалась для ярмарку, де торгували свійськими тваринами (воли, коні, вівці, кози). Курган неписьменні відвідувачі ярмарку вважали чаклунським місцем і через забобони — не чіпали. В середині 19 ст. земельну ділянку з курганом придбав Папандопуло. 1869 р. він продав землю пану Камбурову Георгію Петровичу. Камбуров забудував ділянку, перетворивши її на садибку з будинком власника та господарськими спорудами, але курган не чіпав. Курган 1872 року почав копати сторож Камбурова, що волів раптово розбагатіти. Під час хижацьких розкопок був знайдений склеп ямного типу з кістяками дванадцяти людей. Склеп і поховання не мало ніяких скарбів за уявою людей 19 ст. і сторож не збагатився. Серед знайденого були лише якісь монети з зображенням човна та людської постаті в ньому. Курган був покинутий на півстоліття.
1930 р. колишню земельну ділянку Камбурова запланували забудувати першою в Маріуполі житловою п'ятиповерхівкою. Перед забудовою і були проведені чергові археологічні розкопки. У склепі з уступчастим дахом були знайдені рештки людських кісток та побутові речі, датовані серединою 2-о тисячоліття до н. е. Поховані люди були сучасниками Стародавнього Єгипту, але мешкали на узбережжі Азовського моря. Серед знайденого — бронзові ножі, вістря для стріл, уламки керамічного посуду, глеки ритуального призначення. Археологічні знахідки передані у Маріупольський краєзнавчий музей. Ділянка забудована з 1934 року.
Ставлення до стародавніх курганів в місті Маріуполі хижацьке, як і в 19 ст. Досі не створено огорож і кордонів нерозкопаних курганів ні в місті, ні на його околицях. Не ведеться ніякої охоронної діяльності з їх збереженню через відсутність відповідної служби і штатних працівників. Музеї Маріуполя перебувають в режимі виживання.
- Пересічна забудова доби першого періоду капіталізму. Хаотична забудова другого періоду капіталізму після розпаду СРСР.
- Вулиця Енгельса закінчується на березі річки Кальчик.

## Перетин із вулицями

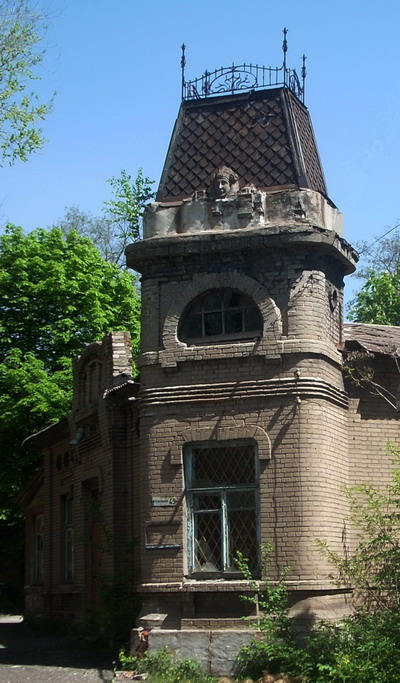
Колишній будинок архітектора Нільсена (доба сецесії). Фото 2012 року

- Вулиця Семенішина
- Вулиця Пушкіна
- Вулиця Італійська
- Вулиця Георгіївська
- Проспект Миру
- Вулиця Миколаївська[3]
- Вулиця Митрополитська
- Вулиця Фонтанна
- Вулиця Кафайська
- Вулиця Готфейська
- Вулиця Куїнджі
- Вулиця Пушкіна
- Бульвар Шевченка[3]
- Вулиця Кальміуська
- Вулиця Кальчинська